# وارشا اوسگااونکار
وارشا اوسگااونکار (به انگلیسی: Varsha Usgaonkar) (زاده ۲۸ فوریه ۱۹۶۸) بازیگر هندی است.
از کارهای معروف او می‌توان به بازی در فیلم فرزند پسر باید اینطور باشد، قتل، هستی، قرض شیر و خدای بشریت اشاره کرد.